# Manggha
Manggha je orientální muzeum nacházející se v polském městě Krakov, které bylo otevřeno v roce 1994. Svůj název získalo na počet význačného sběratele japonského umění Feliksi Manggha Jasieńském, který žil v letech 1861 až 1929.
Japonský architekt Arata Isozaki pro instituci navrhl futuristickou stavbu, jejíž budování financoval polský filmový režisér Andrzej Wajda, který ve městě od roku 1946 po dobu tří let studoval na vysoké škole obor výtvarného umění. K Japonsku měl navíc Wajda osobní vztah. Objekt se nachází na pravém břehu řeky Visly v místech, kde se na druhém břehu vypíná hrad Wawel. V muzeu se nachází sbírky brnění samurajů nebo jejich keramiky. Roku 2011 věnoval Wajda muzeu svůj archiv, jenž obsahuje jak soukromé, tak rovněž pracovní dokumenty, dále fotografie, scénáře, knihy, filmy a poznámkové bloky. Bloky obsahují množství kreseb, které režisér vytvořil.